# 小笠原信之
小笠原信之（日语：／ Ogasawara Nobuyuki，1570年—1614年6月3日）是日本戰國時代至江戶時代初期的武將、大名。武藏國本莊藩初代藩主。下總國古河藩初代藩主。父親是德川四天王之一的酒井忠次。

## 生平
在元龜元年（1570年）於三河國出生，家中三男。在少年時期開始仕於德川家康，於小田原征伐時與父親忠次一同參戰。
天正16年（1588年），迎娶伊那小笠原氏當主小笠原信嶺的女兒，並成為信嶺的養嗣子（因為家康之命而成為養嗣子）。慶長3年（1598年），因為養父死去而繼承家督，並成為本庄藩初代藩主。跟隨德川秀忠討伐上杉景勝，在慶長5年（1600年）的關原之戰中，參與進攻信州上田城。在這段期間，為父親忠次建立圓心寺。領有本庄長達十多年，在慶長17年（1612年）被加增移封至古河（本庄藩被廢藩）。在慶長19年（1614年）死去。享年45歲。死後，家督由長男政信繼承。